# Mario Antonio Rodríguez
Mario Antonio Rodríguez Cortez (Lima, 18 marzo 1972) è un ex calciatore peruviano, di ruolo centrocampista.
Era soprannominato Kanko.